# ای. هری مور
ای. هری مور (به انگلیسی: A. Harry Moore) سناتور سابق عضو حزب دموکرات ایالات متحده آمریکا بود. وی در سال ۱۹۳۵ تا ۱۹۳۸ میلادی سناتور ایالت نیوجرسی در سنای ایالات متحده آمریکا بود.